# Liste der Naturdenkmale in Rauenberg
| Naturdenkmale | Anzahl |
| ------------- | ------ |
| FND           | 0      |
| END           | 1      |
| Gesamt        | 1      |

Die Liste der Naturdenkmale in Rauenberg nennt die verordneten Naturdenkmale (ND) der im baden-württembergischen Rhein-Neckar-Kreis liegenden Stadt Rauenberg. In Rauenberg gibt es insgesamt ein als Naturdenkmal geschütztes Objekt, das ein Einzelgebilde-Naturdenkmal (END) ist.
Stand: 1. November 2016.

## Einzelgebilde (END)
| Name                                      | Bild | Kennung     | Einzelheiten | Position | Fläche Hektar | Datum         |
| ----------------------------------------- | ---- | ----------- | ------------ | -------- | ------------- | ------------- |
| 2 Roßkastanien St. Anna-Kapelle Rauenberg | BW   | 82260650001 | Rauenberg    | ⊙        | 0,0           | 26. Feb. 2004 |
| Legende für Naturdenkmal                  |      |             |              |          |               |               |